# 超级肥皂
《超级肥皂》（Super Soap）是一部中国上海美术电影制片厂制作的动画短片，该片获得了日本第二届广岛国际动画电影节教育片组二等奖、第七届中国电影金鸡奖最佳美术片、第一届全国影视动画节目展播特别奖等奖项。

## 剧情简介
路边摊的一位商贩在卖一种“超级肥皂”，他向众人展示，用这种肥皂把一块很脏的布很迅速的洗成了白色。众人惊讶不已，纷纷排队购买。“超级肥皂”的名气随后越传越广，排队购买的人也越来越多，肥皂店的生意也越做越大，逐渐由原来的小摊贩变为了“超级肥皂公司”。不久之后，街上的所有人都是一身白装，办喜事和白事的人们也都是一样的着装，让人无法分清。白色的人群之中，一位身着鲜艳的小女孩引起了人们注意，在这位小女孩的带领下，人们发现，“超级肥皂公司”变为了“超级颜料公司”，商人的又一种可以把白布变成五颜六色的“超级肥皂”再次吸引众人排起了长队，前去购买。

## 节目变迁
| 重温经典频道 动画剧场 週一至週日 18:00-18:30 | 重温经典频道 动画剧场 週一至週日 18:00-18:30 | 重温经典频道 动画剧场 週一至週日 18:00-18:30 |
| -------------------------------------------- | -------------------------------------------- | -------------------------------------------- |
|                                              | 小蝌蚪找妈妈 · 超级肥皂 （2024.2.10）        |                                              |
| 小鲤鱼跳龙门 · 神笔 （2024.2.9）             | 牧笛 · 雪孩子 （2024.2.11）                  |                                              |